# Cité Député
Cité Député (auch: Cité des Députés) ist ein Stadtviertel (französisch: quartier) im Arrondissement Niamey II der Stadt Niamey in Niger.

## Geographie
Cité Député befindet sich am nordöstlichen Rand des urbanen Gemeindegebiets und grenzt an den Grüngürtel von Niamey. Die benachbarten Stadtviertel sind Dan Zama Koira im Nordwesten und Nord Lazaret im Südwesten. Cité Député liegt wie der gesamte Norden von Niamey in einem Tafelland mit einer weniger als 2,5 Meter tiefen Sandschicht, wodurch nur eine begrenzte Einsickerung möglich ist.

## Geschichte
Das Stadtviertel Cité Député entstand nach 1990.

## Bevölkerung
Bei der Volkszählung 2012 hatte Cité Député 5674 Einwohner, die in 938 Haushalten lebten.